# روفک، اندر
روفک، اندر (به فرانسوی: Ruffec) یک کمون در فرانسه است که در اندر واقع شده‌است. روفک ۴۰٫۹۳ کیلومتر مربع مساحت و ۶۴۴ نفر جمعیت دارد و ۸۷ متر بالاتر از سطح دریا واقع شده‌است.